# Licuán-Baay
Licuán-Baay es un municipio perteneciente a  la provincia de El Abra en la Región Administrativa de La Cordillera (RAC) situada al norte de la  República de Filipinas y de la isla de Luzón, en su interior.

## Geografía
Tiene una extensión superficial de 256.42 km² y según el censo del 2007, contaba con una población de  3.990 habitantes, 4 864 el 1 de mayo de 2010

### Ubicación
| Noroeste: Lagangilang | Norte: Tineg | Noreste: Lacub     |
| Oeste: Bucay          |              | Este: Malibcong    |
| Suroeste: Sallapadan  | Sur: Bucloc  | Sureste: Daguioman |

### Barangayes
Licuan  se divide administrativamente en 11 barangayes, todos de carácter rural.
| Barangay           | Población (2007) | Población (2010) | Código (2012) |
| ------------------ | ---------------- | ---------------- | ------------- |
| Bonglo (Patagui)   | 223              | 261              | 140113001     |
| Bulbulala          | 241              | 363              | 140113002     |
| Cawayan            | 379              | 483              | 140113004     |
| Domenglay          | 395              | 417              | 140113005     |
| Lenneng            | 280              | 359              | 140113006     |
| Mapisla            | 353              | 518              | 140113007     |
| Mogao              | 391              | 349              | 140113008     |
| Nalbuan            | 661              | 852              | 140113009     |
| Licuan (Población) | 292              | 379              | 140113010     |
| Subagan            | 496              | 525              | 140113011     |
| Tumalip            | 279              | 358              | 140113012     |